# Wang Shixian
Wang Shixian (chiń. 王适娴; ur. 13 lutego 1990 w Suzhou) – chińska badmintonistka.
W 2010 roku została brązową medalistką mistrzostw świata w grze pojedynczej, a także złotą medalistką igrzysk azjatyckich w tej samej konkurencji. W 2012 roku wywalczyła brązowy medal mistrzostw Azji, dwa lata później na zawodach tej samej rangi otrzymała srebrny medal w singlu. 